# Place de l'Étoile Noire

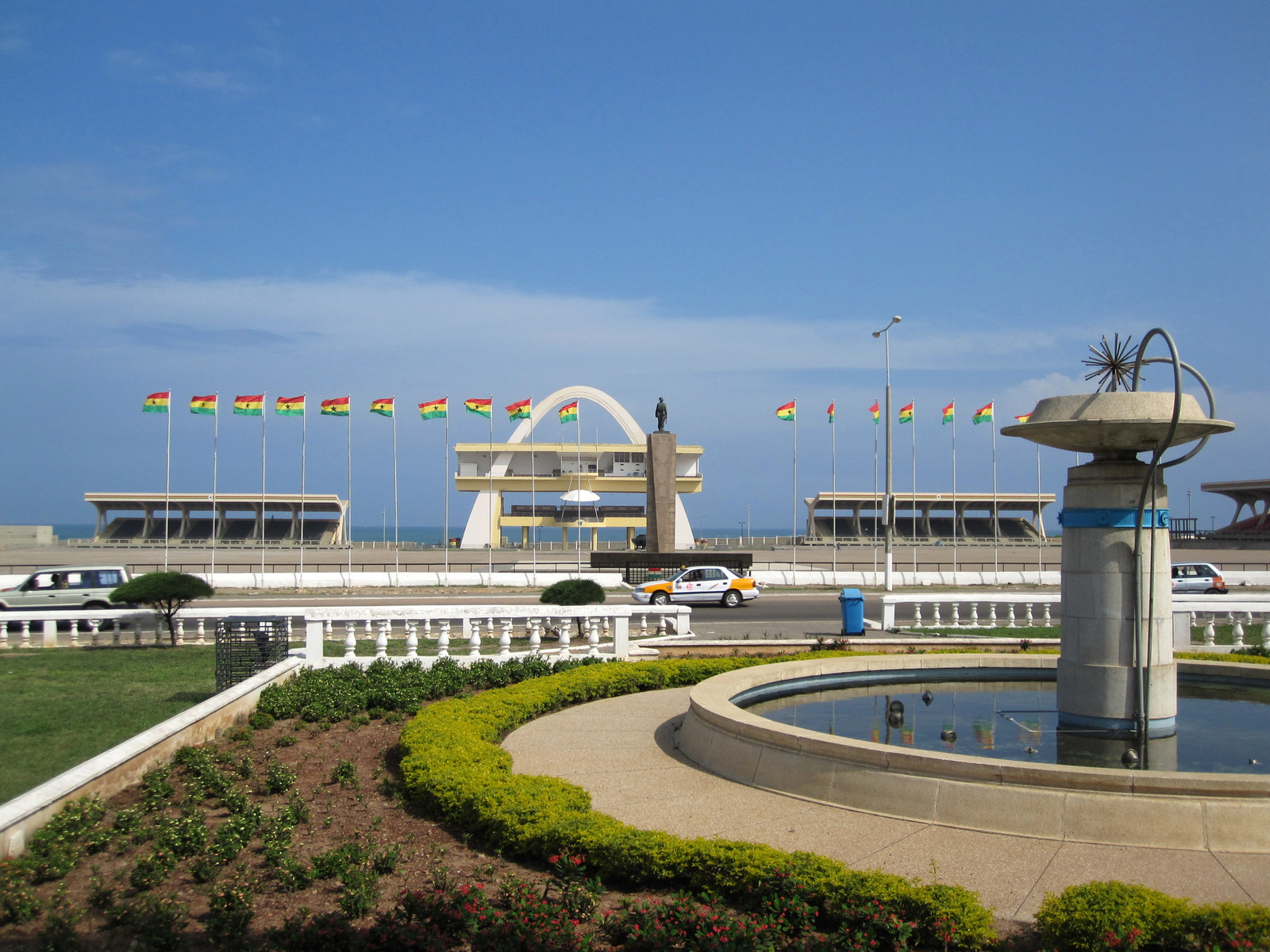
Place de l'Étoile Noire

La Place de l'Étoile Noire, également connue sous le nom de Place de l'Indépendance, est une place publique d'Accra, au Ghana, bordée par le stade sportif d'Accra et le parc commémoratif Kwame Nkrumah. La place accueille souvent les célébrations annuelles de l'indépendance ainsi que d'autres événements nationaux. C'est actuellement le site de tous les défilés civils et militaires au Ghana. Il est achevé en 1961, ce qui a coïncidé avec la visite d'État de la reine Elizabeth II au Ghana. Le Black Star Square est situé entre la route du 28 février et la côte sud d'Accra. La place publique est également l'une des plus grandes au monde.

## Histoire
En 1957, Kwame Nkrumah est devenu le premier Premier ministre et président de la Côte de l'Or, aujourd’hui le Ghana, après avoir obtenu son indépendance des Britanniques. Kwame Nkrumah a commandé la construction de la place pour célébrer l'indépendance de la nation. Cela a coïncidé avec la visite de la reine Elizabeth II. La construction a pris fin en 1961 et est baptisée Black Star Square, . Kwame Nkrumah est celui qui a conduit le Ghana à obtenir son indépendance de la Grande-Bretagne.

## Importance
Black Star Square est le site du défilé du Jour de l'Indépendance du Ghana, qui a lieu chaque année le 6 mars. Un défilé particulièrement remarquable est le Jubilé d'or, qui marquait le 50e anniversaire de l'indépendance du Ghana vis-à-vis de la domination coloniale britannique. La célébration du jubilé d'or a eu lieu le 6 mars 2007 et est dirigée par le président John Kuffour. Il accueille également tous les grands rassemblements publics nationaux et festivals nationaux. Chaque visiteur est libre de prendre des photos des bâtiments, y compris de la Black Star Gate.

## Structure
Sur la Place de l'Indépendance se trouvent des tribunes pouvant accueillir 30 000 personnes. La place abrite trois monuments qui résument la lutte pour l'indépendance et la libération. Cela comprend l'Arche de l'Indépendance, le Monument du Jour de la Libération et la Porte de l'Étoile Noire, également connue sous le nom de Monument de l'Étoile Noire. Une statue de soldat face à l'Arche de l'Indépendance symbolise les Ghanéens qui ont perdu la vie en combattant pour l'indépendance du Ghana.

## Événements majeurs
- Le 24 mars 1998, plus de 500 000 personnes se sont rassemblées sur la place pour accueillir l'ancien président américain Bill Clinton et son épouse Hillary Clinton. Cet événement marquait la première visite du président américain au Ghana[9].
- Le 10 août 2012, les funérailles nationales du défunt président John Atta Mills ont eu lieu sur la place[10].
- Le 18 novembre 2012, les funérailles nationales de feu l'ancien vice-président Aliu Mahama ont eu lieu sur la place[11].
- Le 27 janvier 2021, les funérailles nationales du regretté ancien président Jerry Rawlings ont eu lieu sur la place[12].